# Grevillea yorkrakinensis
Grevillea yorkrakinensis là một loài thực vật có hoa trong họ Quắn hoa. Loài này được Gardner miêu tả khoa học đầu tiên năm 1923.